# Mindre beryx
Mindre beryx (Beryx splendens) är en fisk från beryxarnas familj som finns i de flesta tempererade till tropiska hav.

## Utseende
Den mindre beryxen är lik den nordiska beryxen men är mindre och långsträcktare.
Den har en förhållandevis hög kropp med orange grundfärg, ljusare och mera silvrig mot sidor och buk. Huvudets ovansida har flera stora gropar med sinnesorgan, täckta med tunn hud. Framför de stora ögonen har den en bakåtriktad tagg. Ryggfenan har 4 taggstrålar och 13 till 16 mjukstrålar. Den andra taggstrålen är påtagligt förlängd hos ungfiskar. Som mest kan arten bli 70 cm lång och väga 4 kg, men är oftast mindre.

## Vanor
Den mindre beryxen är en bottenlevande stimfisk. De vuxna fiskarna är bottenfiskar som lever på djup mellan 180 och 1 300 m, troligtvis djupare nattetid, medan ungfiskarna är pelagiska. Arten uppehåller sig ofta kring undervattensberg och rev. Födan består av fiskar, kräftdjur och bläckfiskar.

### Fortplantning
Leken sker stimvis, och ägg och larver är pelagiska.

## Utbredning
Arten finns i de flesta varmtempererade och tropiska hav, med undantag för Medelhavet. I östra Atlanten finns den från västra Sydeuropa över Kanarieöarna till Sydafrika, i västra Atlanten från Maine i USA till Mexikanska golfen, i Indiska oceanen och Stilla havet från Östafrika till Japan, Hawaii, Australien och Nya Zeeland samt vid Chiles kust.

## Ekonomisk användning
Arten fiskas kommersiellt som människoföda (den säljs främst frusen), till stor del med trål. I Japan kallas den 金目鯛, kinmedai och äts rå som sashimi.